# Centrum (Paramaribo)
Centrum es uno de los trece ressorts, o en neerlandés ressorten, en los que se divide el distrito de Paramaribo en Surinam.
Limita al norte con Munder y Rainville, al este con el Río Surinam, al sur con el ressort de Beekhuizen, y al oeste con los ressorts de Flora y Welgelegen. Centrum constituye una de las primeros asentamientos del país y es un sitio de interés arquitectónico e histórico.
En 2004, Centrum, según cifras de la Oficina Central de Asuntos Civiles tenía 29 274 habitantes.